# 巴尔港 (佛罗里达州)
巴尔港（英語：Bal Harbour），是美国佛罗里达州邁阿密-戴德縣下属的一座乡村。建立于1946年。面积约为1.6平方公里（约合0.6平方英里）。根据2010年美国人口普查，该市有人口2,513人。论人口在本州排行第265。